# Enceinte castrale de l'ancien château comtal de Mons
Les vestiges de l'enceinte castrale de l'ancien château comtal de Mons sont les restes de fortifications érigées vers la fin du XIIe siècle et situées au centre de la ville de Mons en province de Hainaut (Belgique). Ils entourent le parc du Château.
Ces vestiges sont classés comme monument depuis le 16 décembre 1976 et le 18 août 1982 et repris sur la liste du patrimoine exceptionnel de la Région wallonne depuis 2016.

## Localisation
L'enceinte castrale se situe sur une petite colline dominant le centre de la ville de Mons et entourant actuellement le parc du Château. On y accède par la rampe du Château qui mène à une entrée voûtée sous la chapelle Saint-Calixte ou par la ruelle César, une venelle se faufilant entre les immeubles no 9 et no 11 de la rue Marguerite Bervoets. Le beffroi de Mons se dresse sur la partie sud-est de cette enceinte.

## Historique
Il semble qu'une première place-forte a été érigée par la famille des comtes Régnier de Hainaut au cours du IXe siècle comme résidence des comtes de Hainaut sans doute au départ d'une motte castrale aménagée sur un endroit déjà naturellement surélevé. Le château comtal et la chapelle Saint-Calixte sont construits vers le milieu du XIe siècle. Si le château comtal, désaffecté au cours du XVe siècle, a été complètement rasé, la chapelle Saint-Callixte existe toujours, bien que désacralisée.
L'enceinte castrale a été aménagée ou réaménagée sous les règnes des comtes de Hainaut Baudouin IV, comte de 1120 à 1171 et Baudouin V, comte de 1171 à 1195. Elle est modernisée par Jean d'Avesnes appelé aussi Jean Ier de Hainaut à la fin du XIIIe siècle. La tour César est érigée au XIIIe siècle ou XIVe siècle et la conciergerie au XIVe siècle.
La création du parc du Château, à partir du XIXe siècle a permis la rénovation et la consolidation de plusieurs pans de l'enceinte castrale. D'autres restaurations récentes permettent de maintenir cette enceinte vieille de plus de huit siècles.

## Description
L'enceinte complète mesurait approximativement 280 m et entourait une superficie d'environ 5 000 m2 occupée initialement par le château comtal. L'enceinte s'appuyait sur la chapelle Saint-Calixte bâtie antérieurement sur la partie sud-ouest et sur la tour César qui s'élevait au nord-est et dont il ne reste aujourd'hui que la base.

## Visite
Le parc du Château est accessible toute l'année, donnant accès au beffroi repris sur la liste du patrimoine mondial de l'UNESCO

### Sources et liens externes
- « Sites et musées », sur visitMons - Portail Touristique Officiel de la Région de Mons, 30 octobre 2014 (consulté le 15 août 2020)